# Chrysopogon bicolor
Chrysopogon bicolor är en tvåvingeart som beskrevs av Clements 1985. Chrysopogon bicolor ingår i släktet Chrysopogon och familjen rovflugor. Inga underarter finns listade i Catalogue of Life.